# Opferentschädigungsgesetz
Das Opferentschädigungsgesetz (OEG) war ein deutsches Bundesgesetz im Bereich des Sozialen Entschädigungsrechts.
Das Gesetz galt nach § 68 SGB I als besonderer Bestandteil des Sozialgesetzbuches und wurde zum 1. Januar 2024 in das Vierzehnte Buch Sozialgesetzbuch eingeordnet.

## Zweck
Der Leitgedanke (die ratio legis) des Gesetzes war die Verantwortung des Staates, seine Bürger vor Gewalttaten und Schädigungen durch kriminelle Handlungen zu schützen, da er der Träger des Gewaltmonopols und der Verbrechensverhütung und -bekämpfung sei. Dies hatte das Bundessozialgericht in einem Urteil vom 7. November 1979 festgestellt. Versagt dieser Schutz, so haftet der Staat dem Opfer nach den Voraussetzungen des OEG als Ausfluss des allgemeinen Aufopferungsanspruchs.
Wenn die Opfer von Gewaltdelikten erwerbsunfähig, hilflos oder pflegebedürftig werden, so muss ihnen der Staat Schutz gewähren. Dieser Schutz ist Ausfluss des Sozialstaatsprinzips nach Art. 20 Abs. 1 GG.

## Anwendbarkeit
Grundsätzlich standen allen Menschen, die Opfer einer Gewalttat in Deutschland geworden waren, Entschädigungsleistungen nach dem OEG zu. Hierbei konnte auch das ungeborene Kind, der Nasciturus, anspruchsberechtigt sein (etwa bei Schädigung durch eine Vergewaltigung der schwangeren Mutter). 
Seit 2018 hatten auch Ausländer die gleichen Ansprüche auf Leistungen nach dem OEG wie Deutsche, die Staatsangehörigkeit spielte anders als früher keine Rolle mehr.
Seit dem 30. Juni 2009 besteht nach § 3a OEG ein sehr eingeschränkter Anspruch auf Leistungen bei Gewalttaten im Ausland. Die Leistungen beschränkte sich neben den Kosten der Heilbehandlung auf eine Einmalleistung je nach festgestelltem Grad der Schädigungsfolgen.

## Inhalt

### Grundanspruch
Wichtigste Regelung war die Anspruchsklausel in § 1 Abs. 1 OEG. Anspruch auf Versorgung hatte demnach, wer durch einen vorsätzlichen, rechtswidrigen, tätlichen Angriff an der Gesundheit geschädigt ist.
Tätlicher Angriff ist hierbei jede in feindlicher Willensrichtung unmittelbar auf den Körper eines anderen zielende Einwirkung. Es muss zu einer Angriffshandlung gekommen sein, wobei allerdings nach der Rechtsprechung eine körperliche Berührung nicht erforderlich ist.
Als Angriff zählen etwa die „klassischen“ Körperverletzungen, aber auch Sexualdelikte und einige Sonderfälle, etwa die extreme Vernachlässigung eines Kleinkindes. Auch Straftaten gegen die persönliche Freiheit, wie Aussetzung oder Freiheitsberaubung, gehören dazu, sofern sie durch Anwendung körperlicher Gewalt durchgesetzt werden, und zwar auch dann, wenn die eigentliche Schädigung erst mit der Flucht des Opfers aus der Zwangslage einsetzt (z. B. durch einen Sturz aus dem Fenster). Nicht ausreichend sind bloße Drohungen mit Gewalt oder die Schaffung einer allgemeinen Gefahrenlage, z. B. das Entfernen eines Gullydeckels. Selbst die Bedrohung mit einer scharf geladenen und entsicherten Schusswaffe stellt nach aktueller Rechtsprechung keine ausreichende Anspruchsberechtigung nach dem OEG dar. Stalking stellt nicht automatisch einen tätlichen Angriff dar; erforderlich ist eine direkt auf den Körper gerichtete Gewalttat, jedenfalls aber muss körperliche Gewalt unmittelbar bevorstehen.
Ein ärztlicher Eingriff stellt grundsätzlich keinen tätlichen Angriff dar, etwas anderes gilt nur dann, wenn der ärztliche Eingriff in keiner Weise dem Wohl des Patienten entsprach und der Arzt sich von sachfremden Erwägungen, etwa finanziellen Vorteilen, leiten ließ.
Ein tätlicher Angriff kann parallel zu § 13 StGB auch vorliegen, wenn der Erfolg der Straftat durch Unterlassen (nicht gemeint ist die unterlassene Hilfeleistung) erwirkt wird und der Täter gegenüber dem Opfer eine Garantenstellung einnimmt.
Rechtswidrig ist grundsätzlich jeder tätliche Angriff, außer es liegen Rechtfertigungsgründe, wie z. B. die Notwehr oder ein rechtfertigender Notstand vor.
Vorsatz liegt auf Seiten des Täters im „Wissen und Wollen“ von tätlichem Angriff und der körperlichen Schädigung. Bedingter Vorsatz ist hierfür ausreichend. Der Vorsatz muss sich allerdings nicht auf die Schädigungsfolgen beziehen, die aus der Verletzung resultieren (z. B. wenn eine Schussverletzung die Amputation eines Beines erforderlich macht). Vorsatz ist auch dann gegeben, wenn ein Erlaubnistatbestandsirrtum seitens des Täters vorliegt.
Einen Anspruch auf Versorgung kann auch eine dritte, nicht unmittelbar durch die Tat geschädigte Person haben, wenn sie durch die Wahrnehmung oder Kenntnisnahme der Tat einen sogenannten Schockschaden erlitten hat. Voraussetzung dafür ist, dass der erlittene psychische Schaden in einem engen Zusammenhang zur Ausgangstat steht, etwa wenn die Person Augenzeuge der Tat war oder wenn das Opfer eine nahestehende Person wie etwa der eigene Ehegatte ist.
Die Auswirkungen der Schädigungsfolgen werden mit dem Grad der Schädigungsfolgen (GdS) bemessen. Der GdS ist nach den allgemeinen Auswirkungen der Funktionsbeeinträchtigungen, die durch die als Schädigungsfolge anerkannten körperlichen, geistigen oder seelischen Gesundheitsstörungen bedingt sind, in allen Lebensbereichen zu beurteilen. Der Grad der Schädigungsfolgen ist nach Zehnergraden von 10 bis 100 zu bemessen; ein bis zu fünf Grad geringerer Grad der Schädigungsfolgen wird vom höheren Zehnergrad mit umfasst („medizinischer“ GdS). Liegt als Folge eines rechtswidrigen tätlichen vorsätzlichen Angriffs allerdings eine vorübergehende gesundheitliche Schädigung vor, die folgenlos abheilt, so hat der Geschädigte keinen Anspruch auf Opferentschädigung. Als vorübergehend wird hierbei ein Zeitraum von bis zu sechs Monaten definiert. Für die abgeheilten Schädigungsfolgen besteht jedoch ein Anspruch auf Heilbehandlung nach § 1 OEG in Verbindung mit § 10 Abs. 1 BVG.

### Ausschluss des Anspruchs
Dem Anspruch können Versagungsgründe nach § 2 OEG entgegenstehen. Versorgung wird danach insbesondere versagt, wenn der Geschädigte die Schädigung selbst (mit)verursacht hat oder wenn es aus anderen Gründen unbillig wäre, Versorgung zu gewähren. Unbilligkeit ist etwa gegeben, wenn der Geschädigte einer kriminellen Organisation angehört und in diesem Zusammenhang angegriffen wird. Der Anspruch entfällt auch, wenn die gezahlten Versorgungsleistungen letztlich dem Täter zukommen würden. Dies ist insbesondere bei innerfamiliärer Gewalt des Vaters oder der Mutter denkbar.
Nach § 1 Abs. 11 OEG besteht zudem kein Anspruch auf Entschädigung in den Fällen, in denen der Angriff mit einem Kraftfahrzeug verübt wurde. Diese Regelung wurde nach dem Anschlag auf den Berliner Weihnachtsmarkt an der Gedächtniskirche von Roland Weber, Opferbeauftragter des Landes Berlin, kritisiert, weil damit alle Opfer und ihre Angehörigen ausgeschlossen sind mit Ausnahme der Angehörigen des polnischen LKW-Fahrers, der erschossen wurde. Ein Anspruch auf Entschädigung besteht stattdessen nach § 12 des Pflichtversicherungsgesetzes gegenüber dem Entschädigungsfonds für Schäden aus Kraftfahrzeugunfällen (Verkehrsopferhilfe). Das Bundesarbeitsministerium gab damals an, bereits seit längerem an einer Novellierung des Entschädigungsrechts zu arbeiten, unter anderem mit dem Ziel, die Regelungen zusammenzuführen.

### Kostenträgerschaft und Verwaltungsverfahren
§ 4 OEG nennt die Kostenträgerschaft. Seit dem 20. Dezember 2019 ist das Land am aktuellen Wohnsitz des Geschädigten, und nicht mehr das Land am Ort, an dem die Schädigung stattfand, zur Kostentragung verpflichtet. Der Bund übernimmt 40 % der Kosten, die übrigen 60 % trägt das Land.
In aller Regel werden die Kosten der Krankenbehandlung (und nur solche sind hier ersatzfähig) zunächst von den Krankenkassen getragen. Diese erhalten dann eine Pauschalzahlung von Bund und Ländern zum Ausgleich ihrer Vorleistung.
Werden Leistungen durch das OEG gewährt, so gehen bestimmte gesetzliche Ansprüche nach § 5 OEG auf das Land über. Dies bedeutet, dass das Land gegenüber dem Täter Schadensersatzansprüche geltend machen kann, wenn und soweit diese den Leistungen nach dem OEG in Verbindung mit dem Bundesversorgungsgesetz entsprechen.
Die Ansprüche gehen im Wege der Legalzession im Zeitpunkt der Tat auf das Land über. Wenn sich Täter und Opfer also außergerichtlich oder im Strafprozess auf eine Zahlung einigen, betrifft dies nur nicht-übergegangene Ansprüche, etwa das Schmerzensgeld (denn das Opfer ist nicht mehr Inhaber des Schadensersatzanspruches).
Das Land versucht sodann, die Kosten für die Krankenbehandlung beim Täter geltend zu machen.
In § 6 OEG ist die örtliche Zuständigkeit sowie die Anwendbarkeit von Verfahrensvorschriften geregelt. Nach § 6a OEG übernimmt das Bundesministerium für Arbeit und Soziales die Aufgabe der Behörde nach dem Europäischen Übereinkommen von 1983 über die Entschädigung von Opfern von Gewalttaten.
Gemäß § 7 OEG ist grundsätzlich der Rechtsweg der Sozialgerichtsbarkeit gegeben; wenn Leistungen der Kriegsopferfürsorge gezahlt werden, ist ausnahmsweise der Verwaltungsrechtsweg gegeben.

### Übergangsvorschriften
Nach § 10 OEG besteht grundsätzlich nur ein Anspruch für Schädigungen, die nach Inkrafttreten des OEG begangen wurden. Das OEG ist hierbei am 16. Mai 1976 in Kraft getreten. Die §§ 10a–d OEG regeln darüber hinaus bestimmte Härtefälle, in denen
- bei Taten in der ehemaligen DDR,
- oder bei Taten, die in der Zeit vom 23. Mai 1949 bis 15. Mai 1976 begangen wurden,

abweichend geleistet werden kann.

### Leistungen und Höhe der Leistungen
Das OEG enthält keine eigenständigen Versorgungsleistungen. Vielmehr ist nach § 1 Abs. 1 OEG der gesamte Leistungskatalog des Bundesversorgungsgesetzes anzuwenden. Dieser umfasst insbesondere Heilbehandlung der Schädigung, einkommensunabhängige Rentenleistungen aufgrund der bleibenden Schädigungsfolgen, sowie einkommensabhängige Leistungen mit Lohnersatzfunktion.
Stirbt der Geschädigte infolge der Schädigung, haben die Hinterbliebenen einen Anspruch auf Versorgungsleistungen der Hinterbliebenenversorgung. Das Bundesverfassungsgericht entschied, dass es mit dem Grundgesetz unvereinbar sei, dass der andere Elternteil eines gemeinsamen unehelichen Kindes von Versorgungsleistungen ausgeschlossen ist, selbst wenn er aufgrund des Todes des Geschädigten seine Erwerbstätigkeit aufgeben muss, um die Kinder zu erziehen. Seitdem ist aufgrund einer Sonderregelung die Bewilligung von Leistungen auch an den anderen Elternteil eines unehelichen Kindes möglich, solange das Kind unter 3 Jahre alt ist.
Das Sozialgericht Dresden urteilte 2017, dass im Fall eines Berufsschadensausgleichs durch das Opferentschädigungsgesetz private Unfallversicherungsrenten auf die Opferentschädigungsrente anzurechnen sind.

## Anwendung

### Statistiken zur Anwendung
Von den im Jahr 2008 in Deutschland rund 210.000 unter dem Begriff Gewaltkriminalität erfassten Fällen wurde von 10,5 % der Anspruchsberechtigten ein Antrag gestellt. Von den gestellten Anträgen wurden 44 % abgelehnt, wobei die Ablehnungsquote in Rheinland-Pfalz mit 30 % und Bayern mit 33 % am niedrigsten und im Saarland mit 64 % und Berlin mit 63 % am größten war.
Im Vergleich dazu wurden im Jahr 2019 in Deutschland insgesamt 5.436.401 Straftaten erfasst, von denen 181.054 Gewalttaten waren. Es wurden 18.451 Anträge gestellt, was einen 10,19 %igen-Anteil an Gewalttaten darstellt. Von den gestellten Anträgen wurden 7.749 abgelehnt. Anhand der Statistiken lässt sich erkennen, dass die Zahl der Gewalttaten in den letzten Jahren abgenommen hat, wobei die Quote ungefähr gleichbleibend ist. 

### Urteile des Bundessozialgerichts

#### Beweisführung
Das Bundessozialgericht hielt mit Hinblick auf die Beweislast im Leitsatz des Urteils vom 31. Mai 1989 fest: „Die für Kriegsopfer geschaffene Beweiserleichterung nach § 15 KOVVfG gilt auch für Gewaltopfer.“ Die Anwendbarkeit des KOVVfG beruht dabei auf § 6 Abs. 3 OEG: „Das Gesetz über das Verwaltungsverfahren der Kriegsopferversorgung, mit Ausnahme der §§ 3 bis 5, sowie die Vorschriften des Sozialgerichtsgesetzes über das Vorverfahren sind anzuwenden.“
Am 12. Dezember 1995 wurde entschieden, dass, so keine weiteren unmittelbaren Tatzeugen vorhanden sind, auch die Angaben des Verletzten allein genügen können, so sie den Umständen nach glaubhaft sind.

#### Tatbestand
Zwei Urteile des BSG behandeln die Frage ob ein „vorsätzlicher, rechtswidriger tätlicher Angriff“ vorlag. Am 8. November 2007 entschied das BSG, dass auch strafunmündige Kinder einen vorsätzlichen Angriff begehen können, weil es auf die Schuldfähigkeit im Rahmen des sozialen Entschädigungsrechts nicht ankomme.
Zwei weitere Urteile beschäftigen sich mit Versagungsgründen: In einem Fall vom 29. März 2007, verneint das BSG, dass ein Gefängnisinsasse allein durch seinen Aufenthalt im Gefängnis zur Schädigung so beitrug, dass eine Entschädigung nach OEG abzulehnen sei.
Am 6. Juli 2006 entschied das BSG, wozu ein redaktioneller Leitsatz besteht: „Ein Tatbeitrag des Gewaltopfers, der unter der Schwelle versorgungsausschließender Mitverursachung bleibt, kann zusammen mit anderen Umständen die Gewährung von Leistungen als unbillig erscheinen lassen.“

## Kritik
In einer Sendung des NDR-Magazins Panorama wurde 2013 von Fällen berichtet, in denen die Versorgungsämter mehrfach ungerechtfertigterweise Gutachten ablehnten, den Schädigungsgrad eigenmächtig reduzierten, die Auszahlung jahrelang verzögerten und nach wenigen Monaten einfach einstellten mit der spekulativen Annahme einer Besserung.

## Übereinkommen des Europarates
Der Europarat hat am 24. November 1983 das Europäische Übereinkommen über die Entschädigung für Opfer von Gewalttaten aufgelegt. Für die Vertragsstaaten dieses Übereinkommens besteht „Gegenseitigkeit“. Deutschland ist dem Übereinkommen beigetreten und hat es am 1. März 1997 ratifiziert.